# Węgierska Górka (gromada 1954–1957)
Węgierska Górka – dawna gromada, czyli najmniejsza jednostka podziału terytorialnego Polskiej Rzeczypospolitej Ludowej w latach 1954–1972.
Gromady, z gromadzkimi radami narodowymi (GRN) jako organami władzy najniższego stopnia na wsi, funkcjonowały od reformy reorganizującej administrację wiejską przeprowadzonej jesienią 1954 do momentu ich zniesienia z dniem 1 stycznia 1973, tym samym wypierając organizację gminną w latach 1954–1972.
Gromadę Węgierska Górka z siedzibą GRN w Węgierskiej Górce utworzono – jako jedną z 8759 gromad na obszarze Polski – w powiecie żywieckim w woj. krakowskim, na mocy uchwały nr 32/IV/54 WRN w Krakowie z dnia 6 października 1954. W skład jednostki wszedł obszar dotychczasowej gromady Węgierska Górka ze zniesionej gminy Cięcina w tymże powiecie. Dla gromady ustalono 17 członków gromadzkiej rady narodowej.
Gromadę Węgierska Górka zniesiono 1 stycznia 1958 w związku z nadaniem jej statusu osiedla.
Uwaga: Gromada Węgierska Górka (o innym składzie) istniała także w latach 1961–72.